# Bến tàu Valongo
Bến tàu Valongo (tiếng Bồ Đào Nha: Cais do Valongo) là một bến tàu cũ nằm tại khu vực cảng Rio de Janeiro, giữa phố Coelho e Castro và Sacadura Cabral, thuộc tiểu bang Rio de Janeiro, Brazil.
Được xây dựng vào năm 1811, đây là nơi neo đậu và buôn bán nô lệ châu Phi cho đến năm 1831, sau khi lệnh cấm Buôn bán nô lệ xuyên Đại Tây Dương có hiệu lực. Tuy nhiên, nơi đây vẫn có các hoạt động buôn bán bí mật cho đến tận năm 1888. Trong suốt 20 năm hoạt động, có khoảng 500.000 - 1.000.000 nô lệ đã được đưa đến Valongo trong tổng số 4.900.000 nô lệ được đưa đến làm việc tại các đồn điền và hầm mỏ của Brazil.
Năm 1843, bến tàu đã được tu sửa để đón công chúa Teresa Cristina của Vương quốc Hai Sicilia, người đã kết hôn với Hoàng đế Pedro II của Brasil. Bến tàu sau đó được gọi là Cais da Imperatriz (Bến tàu Hoàng hậu).
Từ năm 1850 đến 1920, khu vực xung quanh bến tàu cũ đã trở thành một khu vực bị chiếm đóng bởi những người nô lệ da đen hoặc những người tự do của một số quốc gia khác, nơi mà Heitor dos Prazeres gọi là Pequena África (Tiểu châu Phi).
Năm 2017, Bến tàu đã đượcUNESCO công nhận là Di sản thế giới trong phiên họp lần thứ 41 tại Krakow, Ba Lan.

## Lịch sử
Cho đến giữa những năm 1770, những người nô lệ đã rời Praia do Peixe, nay được gọi là Praça 15 và được đem ra bán tại phố Direita (nay là Phố 1º de Março). Năm 1774, một đạo luật mới đã được thiết lập để chuyển thị trường nô lệ sang Valongo theo sáng kiến của Hầu tước của Lavradio, Dom Luís de Almeida của Bồ Đào Nha, vị vương của Brazil. Ông cho rằng, "Phong tục khủng khiếp của những người da đen ở bến cảng từ bờ biển châu Phi đi vào thành phố thông qua các đường phố chính, không chỉ ẩn chứa vô số bệnh tật mà còn trong tình trạng trần truồng".
Thị trường buôn bán được thay đổi, tuy nhiên bến tàu vẫn chưa được xây dựng, và việc thay thế chính là nô lệ khi xuống tàu tại cảng thì ngay lập tức bị đưa bằng thuyền tới Valongo, từ đó họ sẽ đặt chân lên bờ biển. Năm 1779, việc buôn bán nô lệ cuối cùng đã chính thức rời về Valongo, nơi đạt đến đỉnh điểm vào năm 1808 với sự xuất hiện của Hoàng thân Hoàng gia Bồ Đào Nha. Đến năm 1831, hoạt động buôn bán nô lệ bị cấm thì nó đã chuyển sang thực hiện bí mật.
Từ năm 1808, lượng nô lệ đem tới đây gần như tăng gấp đôi sau sự phát triển của thành phố tăng từ 15.000 lên thành 30.000 cư dân nhờ việc Tòa án Bồ Đào Nha chuyển sang Brazil. Và đến năm 1811, bến tàu được xây dựng và việc các con tàu chở nô lệ đã hạ thủy tại Valongo. Từ năm 1811 đến 1831, có khoảng hơn nửa triệu nô lệ đã được đưa đến Valongo. Vào cuối những năm 1820, việc buôn bán nô lệ tại đây bước vào giai đoạn đỉnh cao. Rio de Janeiro trở thành một điểm buôn bán nô lệ quan trọng và Valongo là cửa ngõ chính cho những người da đen từ Angola, Đông và Trung Tây Phi trong khi các tàu tới Maranhao và Bahia đến từ Tây Phi và Guinea.
Năm 1831, buôn bán nô lệ Đại Tây Dương đã bị cấm dưới áp lực của Anh, và Valongo đã bị đóng cửa. Những kẻ buôn người sau đó tiến hành đưa nô lệ tới Brazil tại ở những cảng bí mật.
Năm 1843, một cầu tàu dày 60 cm được đóng trên bến Valongo để xây dựng một điểm neo đậu mới, dự định để đón tiếp công chúa Teresa Cristina, vợ tương lai của D. Pedro II. Bến tàu sau đó được đổi tên thành Cais da Imperatriz. Nhưng sau đó nó vẫn bị chôn vùi vào năm 1911, trong cuộc cải cách đô thị do thị trưởng Pereira Passos tiến hành.

## Tái phát hiện
Năm 2011, trong quá trình khai quật được thực hiện như là một phần của việc phục hồi các công trình trong khu vực cảng Rio de Janeiro, hai bến tàu Valongo và Imperatriz đã được phát hiện cùng một số lượng lớn búa và các dụng cụ lao động từ Congo, Angola và Mozambique. Viện Di sản lịch sử và nghệ thuật (IPHAN) và Chính quyền thành phố Rio de Janeiro đã gửi hồ sơ địa điểm khảo cổ của bến tàu Valongo vào Danh sách Di sản thế giới dự kiến của UNESCO.